# Joesjö
Joesjö eller Jovattnet (sydsamiska: Jovjaevrie) är en by drygt tre mil väster om Tärnaby och Hemavan. För att komma dit från Tärnaby åker man E12 (Blå Vägen) västerut. Efter en mil tar man av mot Joesjö och Hattfjelldal (på Krutfjällsvägen, väg 1116). Därifrån är det 25 km till Joesjö. 
Joesjö bebyggdes relativt sent av bröderna Henrik och Lars Larsson från Kittelfjäll år 1837. Efter diverse tragiska händelser flyttade bröderna och deras familjer kort därefter därifrån och Joesjö fick sedan ligga öde fram till 1844 när König Olofsson Tiger från Degerfors socken i Västerbotten flyttade dit. Han är nu anfader till större delen av Joesjös nuvarande invånare.
Från att ha varit en by präglad av jordbruk har bofasta i området börjat livnära sig till största delen på turismen och på de entreprenader som den medför. I Övre Jovattnet med omkringliggande vattendrag finner man ett mycket bra sportfiske bestående av ädelfisk (röding och öring). I Joesjö finns bland annat företaget Tärna Vilt AB med köttförädling, närbutik och vintercamping. Jovattnet/Joesjö var förr i tiden (fram till 1950-talet) en knutpunkt för handeln mellan folket på den mellersta delen av Helgeland i Norge och närboende svenskar. Från Joesjö är det knappt 5 km till närmaste norska gård.
Ingemar Stenmark är född i Joesjö.